# Maurício Neves
Maurício Neves (São Caetano do Sul, 5 de novembro de 1979) é um empresário e político brasileiro.
É vice-presidente nacional e presidente estadual do Progressistas (PP). Nas eleições de outubro de 2022 se elegeu como deputado federal por São Paulo com 129.731 votos, concorrendo pelo PP e sendo um dos cinco eleitos para esse cargo.
Suas principais bandeiras de atuação são o empreendedorismo, municipalismo e defesa da agricultura brasileira.
Antes de se tornar um deputado, se dedicou a vida empresarial e a divulgar o empreendedorismo. Fundou o Movimento Acredite Sempre, com o objetivo de difundir as ideias e propostas para melhorar o ambiente de negócios no país.
Na defesa dos empreendedores locais, ele aprovou seu projeto que criou a Sub Comissão de Pequenas e Médias empresas, os empreendedores passaram a ter voz na Câmara dos Deputados.
Para ampliar o crédito e reduzir os impostos, o Deputado Mauricio Neves articulou com o
Governador Tarcísio, montou a Frente Parlamentar do Empreendedorismo Paulista e formulou o programa Facilita SP, que reduz a burocracia para os empreendedores.
Apresentou o projeto de lei complementar (PLP) 20/23 determina que 30% dos recursos captados por bancos públicos sejam destinados a linhas de crédito para micro e pequenos empreendedores ao custo máximo equivalente a 50% da taxa Selic.
Apresentou o projeto da Lei Antiganância (Pl 398/2023), que proibiu a cobrança de juros cujo valor supere 100% do valor do bem ou serviço financiado mediante cartão de crédito e ou cheque especial.
Na Câmara dos Deputados é membro Titular da Comissão de Transporte e Aviação.
Autor do PL 2624, que tem por objetivo reduzir custos do transporte coletivo através de isenção de tributos a todos os componentes utilizados na linha de montagem de veículos.
Apresentou o PL1504 para ampliar direitos às pessoas com Transtorno do Espectro Autista.
Protocolou o Projeto de Lei (PL 1964/2023) que tipifica o crime de invasão de terra como terrorismo.
Durante seu primeiro ano de mandato trabalhou para aprovar o Marco Temporal das Terras Indígenas e a ampliação do Plano Safra para aumentar o crédito aos produtores rurais.

## Biografia
Mauricio Neves, tem 44 anos, casado com Camila Neves e pai do Mateus e da Isabela. Deus guia meu caminho e eu acredito sempre com fé no coração.
Como empresário, viveu na pele a dificuldade de quem deseja empreender e abrir seu próprio negócio no Brasil. Para ajudar os empreendedores fundou o Movimento Acredite Sempre, com o objetivo de difundir as ideias e propostas para melhorar o ambiente de negócios no país.
Entrou na política porque cansou de apenas reclamar, decidiu colocar em prática suas ideias. Em Brasília trabalho em três frentes: municipalismo, empreendedorismo e defesa da agricultura brasileira.
É um municipalista, defende que a grande maioria dos serviços públicos são executados pelas prefeituras. No entanto, a maior parte dos impostos que pagos ficam com os governos Federal e Estadual, os municípios que cuidam da creche, da saúde, da moradia, das ruas, dos resíduos, da educação, ficam com a menor parte do bolo orçamentário”.
Seu compromisso é conseguir mais recursos para as cidades.
Aprendeu desde cedo as dificuldades da burocracia brasileira para abrir e fechar um negócio e, por isso, se dedica a fomentar o empreendedorismo na Câmara dos Deputados. Apresentou diversos projetos que reduzem impostos e ampliem o crédito para os empreendedores.

Junto com o municipalismo e o empreendedorismo, defende os agricultores do Brasil. Para ele, é preciso reconhecer que a agricultura é o motor econômico do país, o setor representa 1/3 do PIB, e gera 1/4 dos empregos do país, isso tudo é mais da metade da balança comercial. 